# Manual de la Alta Corte y del Estado de Su Apostólica Majestad Imperial y Real
El Handbuch des Allerhöchsten Hofes und des Hofstaates Seiner K. und K. Apostolischen Majestät (en alemán, Manual de la Alta Corte y del Estado de Su Apostólica Majestad Imperial y Real) fue el calendario de corte del Imperio austríaco y su sucesor, el Imperio austrohúngaro.

## Historia
El calendario de corte del Imperio austríaco nació en 1806, el mismo año en que se proclamó en Imperio austríaco. Durante su existencia hasta 1918 gozó de distintos nombres:
- De 1806 a 1819: Kaiserl. auch Kaiserl. Königl. Hof-Kalender,
- de 1820 a 1866: Kalendar zum gebrauche des Oesterreichisch-kaiserlichen Hofes,
- de 1867 a 1885: Österreichisch-kaiserlicher Hof-Kalender,
- de 1886 a 1918: Handbuch des Allerhöchsten Hofes und des Hofstaates Seiner K. und K. Apostolischen Majestät.

En el Imperio existía también el Manual de Corte y Estado que incluía además de la corte, los cargos y estructura de la Administración Pública.

## Contenido
El contenido varió a lo largo de su publicación, en la publicación se consignaba la estructura de la corte y los cargos, con los títulos completos de quienes lo desempeñaban. En 1918 podían identificarse los siguientes apartados principales:
- calendario,
- Genealogía de la casa de Austria,
- Estado de corte de Su Majestad Imperial Real y Apostólica,
- Grandes cargos de corte,
- Guardia,
- Mariscal de corte en Hungría,
- Servicio de corte,
- Ayudantes de ala y generales de Su Majestad Imperial Real y Apostólica,
- Cámara de Su Majestad Imperial Real y Apostólica,
- Cancillería militar de Su Majestad Imperial Real y Apostólica,
- Cancillería de gabinete de Su Majestad Imperial Real y Apostólica,
- Dirección general de los Fondos Privados y de Familia de Su Majestad Imperial Real y Apostólica,
- Caja de los Fondos Privados y de Familia,
- Casa de Su Majestad la Emperatriz y Reina Zita,
- Casas de los miembros de la casa imperial.